# Kilpilahti

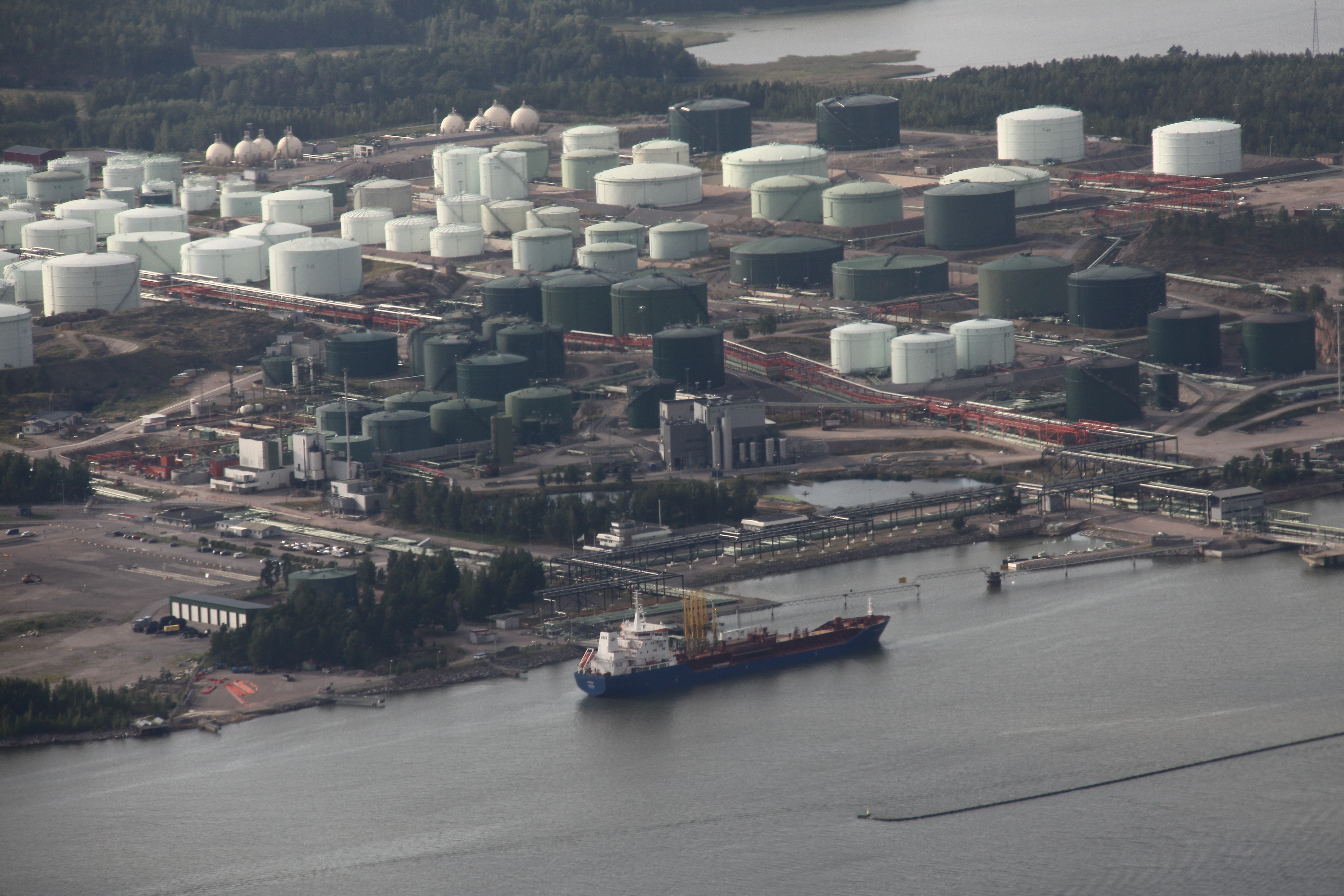
Ölraffinerie in Kilpilahti

Kilpilahti (finnisch) oder Sköldvik (schwedisch) ist Dorf und Teil der zweisprachigen Stadt Porvoo (Borgå) in Uusimaa, Finnland. Es befindet sich etwa 15 Kilometer südwestlich des Stadtzentrums an der Ostsee.
Kilpilahti ist bekannt für seinen Hafen und das Industriegebiet, in dem sich eine Ölraffinerie und weitere chemische Industrieanlagen befinden.

## Name und Geschichte
Das Dorf Sköldvik gehörte zur ehemaligen Landgemeinde Porvoo. Es entstand auf dem gleichnamigen Gut (schw. Sköldvik gård), dessen Ländereien sich an der Meeresbucht Svartbäckfjärden befanden. 1962 erwarb das Unternehmen Neste Oil den Besitz und errichtete in Sköldvik einen Hafen und eine Ölraffinerie.
Der schwedische Ortsname Sköldvik ist mindestens seit 1541 als Skiolduick („Schildbucht“) urkundlich belegt. Das Bestimmungsword sköld („Schild“) kommt häufig in nordgermanischen Naturnamen vor und bezieht sich meist auf markante Landformationen, hier wahrscheinlich auf den nahe des Ortes gelegenen Berg, dessen Form an ein Schild mit Buckel erinnert.
Der finnische Name Kilpilahti entstand erst in den 1970er Jahren als Lehnübersetzung des schwedischen Namens. Aber auch später verwendeten Finnischsprachige häufig den ursprünglichen schwedischen Namen anstatt der Übersetzung.

## Hafen Sköldvik
Der Hafen Sköldvik ist Finnlands größter Ölhafen. Auf dem dazugehörigen Industriegebiet befindet sich eine von Nordeuropas größten zusammenhängenden Produktionsanlagen der Mineralölverarbeitung.
Der finnische Name des Ortes Kilpilahti existierte beim Bau des Hafens in den 1960er Jahren noch nicht. Deshalb enthält der auf Finnisch offiziell gebrauchte Name Sköldvikin satama (UN/LOCODE: FISKV) den ursprünglich schwedischen Namen des Ortes Sköldvik. (Die Endung -in markiert Genitiv; satama bedeutet „Hafen“.) Daneben wird heute auch Kilpilahden satama („Hafen Kilpilahti“) im Finnischen verwendet. Der im Schwedischen gebräuchliche Name lautet Sköldvik hamn.

## Bahnhof Kilpilahti
Kilpilahti ist Endstation der 1972 gebauten Bahnstrecke Olli–Sköldvik (finn. Sköldvikin rata, schw. Sköldviksbanan). Sie führt zum Eisenbahnverkehrsstandort Olli, wo sie in das nationale Eisenbahnnetz mündet.